# شکارچیان (فیلم ۱۹۷۵)
شکارچیان (به اسپانیایی: Furtivos) فیلم درام به کارگردانی خوزه لوئیس بورائو است که در سال ۱۹۷۵ منتشر شد.